# Chlorofibre
Les chlorofibres ou Rhovyl sont des fibres textiles synthétiques réalisées à partir du PVC avec une base issue de produits naturels dérivés (sel marin, charbon et pétrole). Elles ne sont commercialisées qu'en fibres coupées.
Le terme désigne l'ensemble des fibres textiles issues du verre. Elles sont ininflammables et n'émettent pas de gouttelettes lors de la combustion mais dégagent des gaz toxiques qui peuvent tuer. Elles sèchent rapidement, sont imperméables, infroissables et ont un fort coefficient d'isolation thermique, électrique et acoustique.
C’est en 1941, que Jacques Corbière chercheur bisontin de l’entreprise Rhodiacéta, une filiale du groupe Rhône-Poulenc, réussit à obtenir une pâte homogène à partir du PVC, grâce à l’utilisation d’acétone et de disulfure de carbone. La commercialisation des chlorofibres commence en 1948 sous le nom de Rhovyl, qui est une marque déposée : au départ, elles servent principalement dans la confection de vêtements ou de lingeries, pures ou mélangées à d’autres fibres (coton, laine, soie...).
La concurrence du polyester, cinq fois moins cher, a entraîné l’arrêt de la fabrication des chlorofibres dans le monde, à l’exception de l’usine Rhovyl de Tronville-en-Barrois (Meuse). Celle-ci, qui a produit jusqu’à 13 000 tonnes de fibres par an avec 2 000 employés, n’en produit plus en 2015 que 500 tonnes avec 38 salariés. Le marché s’est diversifié : si l’armée française utilise le Rhovyl pour des combinaisons ininflammables, cette dernière qualité est également appréciée pour les fauteuils et rideaux de salles de spectacle (Opéra Bastille, Opéra de Lorraine, la Géode à Paris...) et les panneaux et revêtements acoustiques. Par ailleurs, le Japon est devenu le principal marché de Rhovyl : les trois-quarts du chiffre d’affaires en 2016, car les Japonais attribuent des vertus apaisantes aux ions négatifs des chlorofibres.

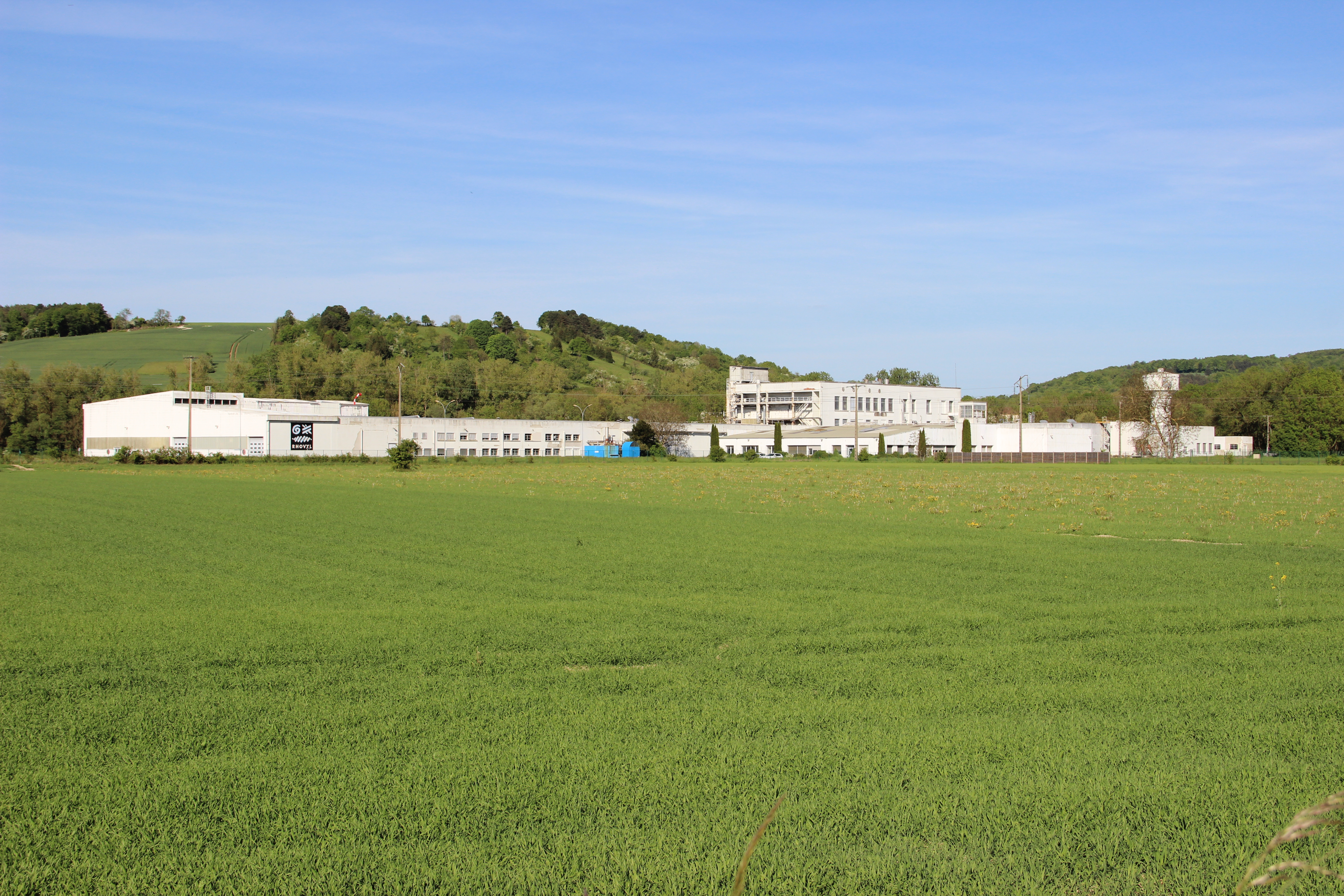
Site de fabrication de la fibre Rhovyl à Tronville-en-Barrois (Meuse)